# 久喜市立菖蒲中学校
久喜市立菖蒲中学校（くきしりつ しょうぶちゅうがっこう）は、埼玉県久喜市菖蒲町上大崎にある公立中学校。

## 概要
久喜市菖蒲町上大崎に位置しており、菖蒲地区（旧菖蒲町）の全域を学区としている。

## 沿革

### 年表

#### 旧・菖蒲中学校
- 1947年（昭和22年）
  - 4月1日 - 菖蒲町立菖蒲中学校として、菖蒲町大字菖蒲427番地に開校[3]。
  - 5月27日 - 開校式を挙行し、同日を開校記念日に制定[3]。
- 1948年（昭和23年）8月23日 - 第一校舎を落成[3]。
- 1957年（昭和32年）
  - 4月5日 - 校舎を増築[3]。
  - 4月8日 - 菖蒲町立三箇中学校を統合[3]。
  - 11月27日 - 新校舎と付属施設を落成[3]。
- 1958年（昭和33年）- 校歌（作詞：宮沢章二、作曲：下総皖一）を卒業生より寄贈[4]。
- 1960年（昭和35年）8月11日 - 体育館（112坪）を落成[3]。
- 1961年（昭和36年）3月23日 - 給食室（36坪）を落成[3]。
- 1962年（昭和37年）1月10日 - 2教室分を増築[3]。
- 1969年（昭和44年）
  - 4月17日 - 運動場を拡張[3]。
  - 7月22日 - プール（799 m2）を落成[3]。
- 1971年（昭和46年）1月25日 - 部室（63 m2）を落成[3]。
- 1983年（昭和58年）4月1日 - 現在地に設けた新校舎へ移転[3]。
- 1986年（昭和61年）3月28日 - 運動場を拡張[3]。
- 1987年（昭和62年）
  - 3月15日 - 武道場を落成[3]。
  - 6月 - アメリカ合衆国オレゴン州ロースバーグ市のジョセフ・レーン中学校との国際交流を開始[3]。
- 1988年（昭和63年）3月31日 - 土俵場を設置[3]。
- 1990年（平成2年） - 文部省より格技指導推進校に指定[4]。
- 2002年（平成14年）8月 - 普通教室・管理棟を改修[3]。
- 2010年（平成22年）3月23日 - 市町合併に伴い、「久喜市立菖蒲中学校」に改称[3]。
- 2011年（平成23年） - 校訓「一所懸命」を制定[4]。
- 2015年（平成27年）10月31日 - 平成27年度埼玉・教育ふれあい賞を受賞[3]。
- 2022年（令和4年）3月31日 - 久喜市立菖蒲南中学校との統合に伴い、閉校[4][5]。

#### 新・菖蒲中学校
- 2022年（令和4年）
  - 4月1日 - 新制の久喜市立菖蒲中学校として開校[1][5]。
  - 校歌（作詞・作曲：金井良次）を制定[6]。

## 教育目標
- 自ら学ぶ生徒
- 心豊かな生徒
- 健やかな生徒

出典：

## 部活動

### 運動部
- 男子陸上競技部
- 女子陸上競技部
- 野球部
- サッカー部
- 男子ソフトテニス部
- 女子ソフトテニス部
- 男子バスケットボール部
- 女子バスケットボール部
- 男女卓球部
- 剣道部

### 文化部
- 吹奏楽部
- 美術部
- コンピューター部

出典：

## 施設概要
主な施設を掲載。
- 校舎
  - 普通教室棟（4,141 m2） - 鉄筋コンクリート造4階建て[8]
  - 特別教室棟（1,373 m2） - 鉄筋コンクリート造2階建て[8]
  - 技術教室棟（474 m2） - 鉄骨造平屋建て[8]
  - 昇降口棟（332 m2） - 鉄筋コンクリート造平屋建て[8]
- 屋内運動場（1,038 m2） - 鉄骨造平屋建て[8]
- 武道場（497 m2） - 鉄骨造平屋建て[8]
- 校庭（18,530 m2[1]）
- テニスコート

## 学区
- 久喜市
  - 菖蒲町菖蒲、菖蒲町上大崎、菖蒲町新堀、菖蒲町小林、菖蒲町柴山枝郷、菖蒲町三箇、菖蒲町台、菖蒲町河原井、菖蒲町上栢間、菖蒲町下栢間

出典：

## 進学前小学校
- 久喜市立菖蒲小学校（久喜市菖蒲町菖蒲）
- 久喜市立小林小学校（久喜市菖蒲町小林）
- 久喜市立三箇小学校（久喜市菖蒲町台）
- 久喜市立栢間小学校（久喜市菖蒲町下栢間）
- 久喜市立菖蒲東小学校（久喜市菖蒲町菖蒲）

出典：

## アクセス

### バス
- 「菖蒲総合支所前」バス停（朝日バス）から徒歩で約6分

## 周辺
- 上大崎運動公園
- 菖蒲保健センター
- 久喜市役所菖蒲総合支所
- 長松寺